# Kamerconcert nr. 4 voor pianotrio en kamerorkest
Het Kamerconcert nr. 4 voor pianotrio en kamerorkest is een compositie van Vagn Holmboe.
Naast een serie genummerde symfonieën en strijkkwartetten schreef Holmboe ook een aantal genummerde kamerconcerten.
Het werk is een zogenaamd trippelconcert, dat wil zeggen drie solisten in dit geval viool, cello en piano, kortweg aangeduid als pianotrio. Deze drie instrumenten treden op als solist tegenover en met het kamerorkest. Het werk is ingedeeld in de standaard verdeling snel-langzaam-snel:
1. Allegro non troppo, ma con brio (inclusief cadens voor de piano)
2. Andante un poco tranquillo
3. Allegro decido

De eerste uitvoering vond plaats op 4 maart 1943 door het Det Unge Tonekunstnerselskab onder leiding van Jens Schrøder. De componist reviseerde het vervolgens.
Orkestratie:
- solo viool, solo cello en solo piano
- 1 dwarsfluit, 1 hobo, 2 klarinetten, 1 fagot
- 2 hoorns
- violen, altviolen, celli,  contrabassen

Concerto’sAltvioolconcert · Celloconcert · Concert voor blokfluit, strijkinstrumenten, celesta en vibrafoon · Concert voor orkest · Fluitconcert nr. 1 · Fluitconcert nr. 2 · Tubaconcert · Vioolconcert nr. 1 · Vioolconcert nr. 2
Kamerconcerto’sKamerconcert nr. 1 voor piano, strijkinstrumenten en pauken · Kamerconcert nr. 2 voor fluit, viool, strijkinstrumenten en percussie · Kamerconcert nr. 3 voor klarinet en kamerorkest · Kamerconcert nr. 4 voor pianotrio en kamerorkest · Kamerconcert nr. 5 voor altviool en kamerorkest · Kamerconcert nr. 6 voor viool en kamerorkest · Kamerconcert nr. 7 voor hobo en kamerorkest · Kamerconcert nr. 8 voor orkest · Kamerconcert nr. 9 voor viool, altviool en kamerorkest · Kamerconcert nr. 10 · Kamerconcert nr. 11 voor trompet en orkest · Kamerconcert nr. 12 voor trombone en orkest · Kamerconcert nr. 13 voor hobo, altviool en kamerorkest